# Mămăligă

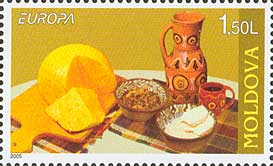
Selo moldávio de 2005 coma representação de uma Mămăligă

Mamaliga é um prato preparado com farinha de milho.
Mamaliga é o nome em romeno, mas também é bem conhecido em todo o mundo como o nome italiano (polenta), mas é encontrado em muitos outros países como Hungria (puliszka) Sabóia, Suíça, Áustria, Croácia (Palente, žganci, puro), Eslovénia (polenta, žganci) Sérvia (Palente), Bulgária, Córsega (pulenta), Brasil (polenta) Argentina, Ucrânia (culesa), Uruguai, Venezuela e México ou os saxões da Transilvânia (Palukes, Palix).
Mamaliga é um prato tradicional da Roménia. Considerado um alimento de origem camponesa, é frequentemente usado como substituto do pão ou como alimento básico no verão, quando o trabalho árduo no campo não é compatível com a produção de pão ou nas áreas rurais pobres.  Foi predominantemente utilizado no período de pré-industrialização dada a facilidade de preparação em comparação com o pão. Na era moderna, à luz da preocupação com uma alimentação diversa e saudável, foi objeto de muitas pesquisas, tendo a ciência dos alimentos concluído que a mămăliga é um rico suprimento de vitaminas, especialmente recomendado para pessoas que sofrem de doenças pulmonares, respiratórias, anémicas, etc.  Hoje em dia, a mamballa e outros pratos baseados nela tornaram-se pratos disponíveis em restaurantes seleccionados, sendo apreciados por gourmets.
Tradicionalmente, a mămăliga é cozida com água fervida, sal e farinha de milho numa panela de ferro fundido com uma forma especial chamada ceaun. Preparado em estilo camponês e usado em vez de pão, a mămăliga é mais densa que a polenta italiana, sendo possível cortá-la em pedaços como pão.  Quando cozida para outros fins, a mămăliga pode ser mais macia, às vezes perto da consistência do mingau .
A Mămăliga é comida como tal ou cortada em fatias e assada na banha, ao lado de bifes e sopas de ervas.

## História
O nome "mămăligă" mudou de significado ao longo do tempo.  Inicialmente, antes de o milho ser trazido da América , nas terras da atual Roménia, a "mămăligă" era o nome de um milho painço.
Eles viram a casa, tocaram, teceram, criaram crianças; os homens, quando não estavam em guerra, levavam aos pastos os rebanhos, os rebanhos de gado e os rebanhos de ovelhas, semeados nas frutíferas planícies dos contrafortes dos Cárpatos, do trigo para o comércio, e o milho para a sua comida - a antiga mămăligă.
Outra versão - muito popular entre os marinheiros do passado - fala da esposa de um mensageiro genovês estabelecido nas terras de Braila no início do século XVIII, Lígia ou Lica, que teria preparado na estalagem dos dois melhores ebulidores do milho na região, de onde circulou a notícia "você comeu um cozido da Ligia ou Mama Lica", dando posteriormente origem ao nome muito comum hoje utilizado, mamaliga.

## Galeria de fotos de pratos com mămăligă

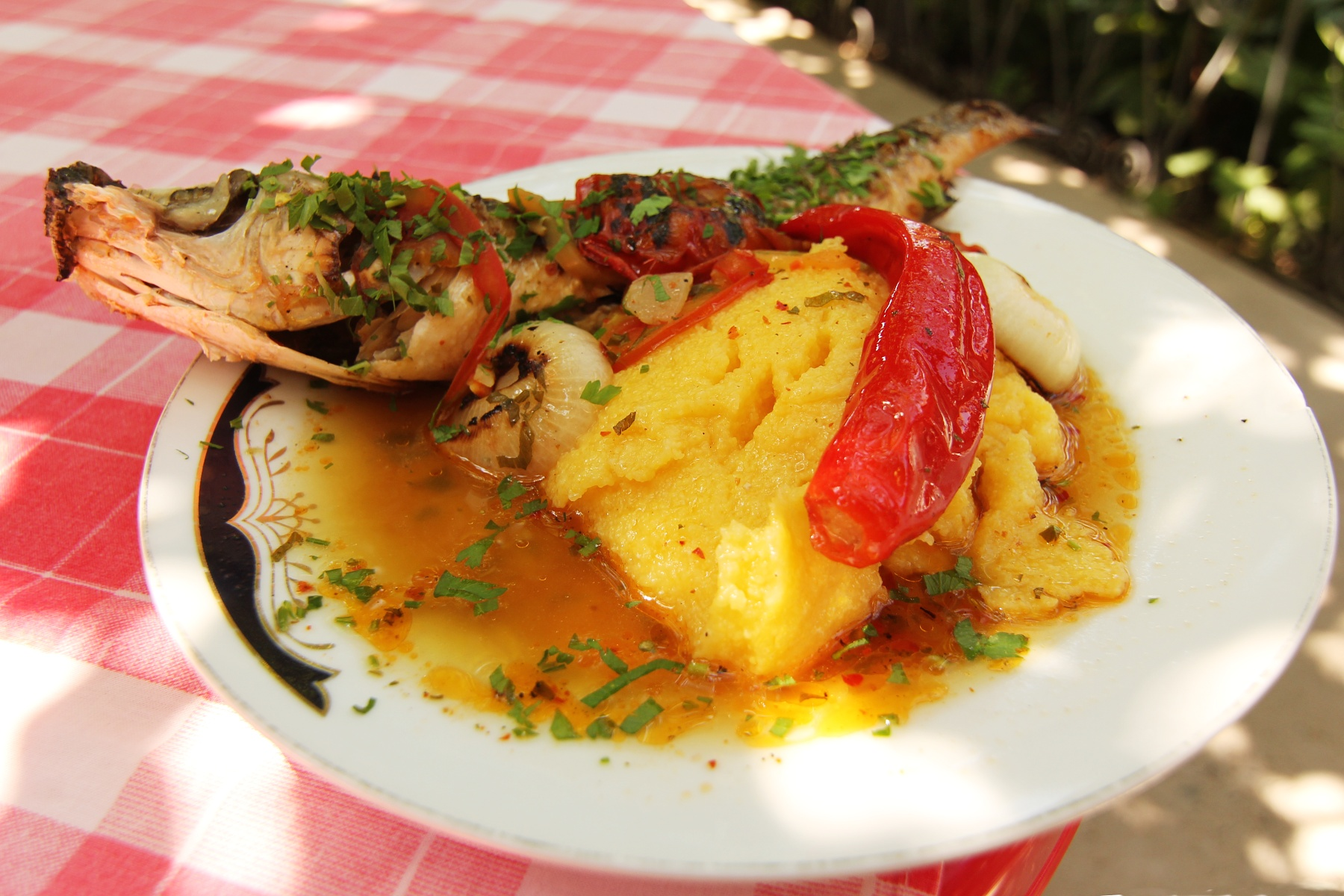
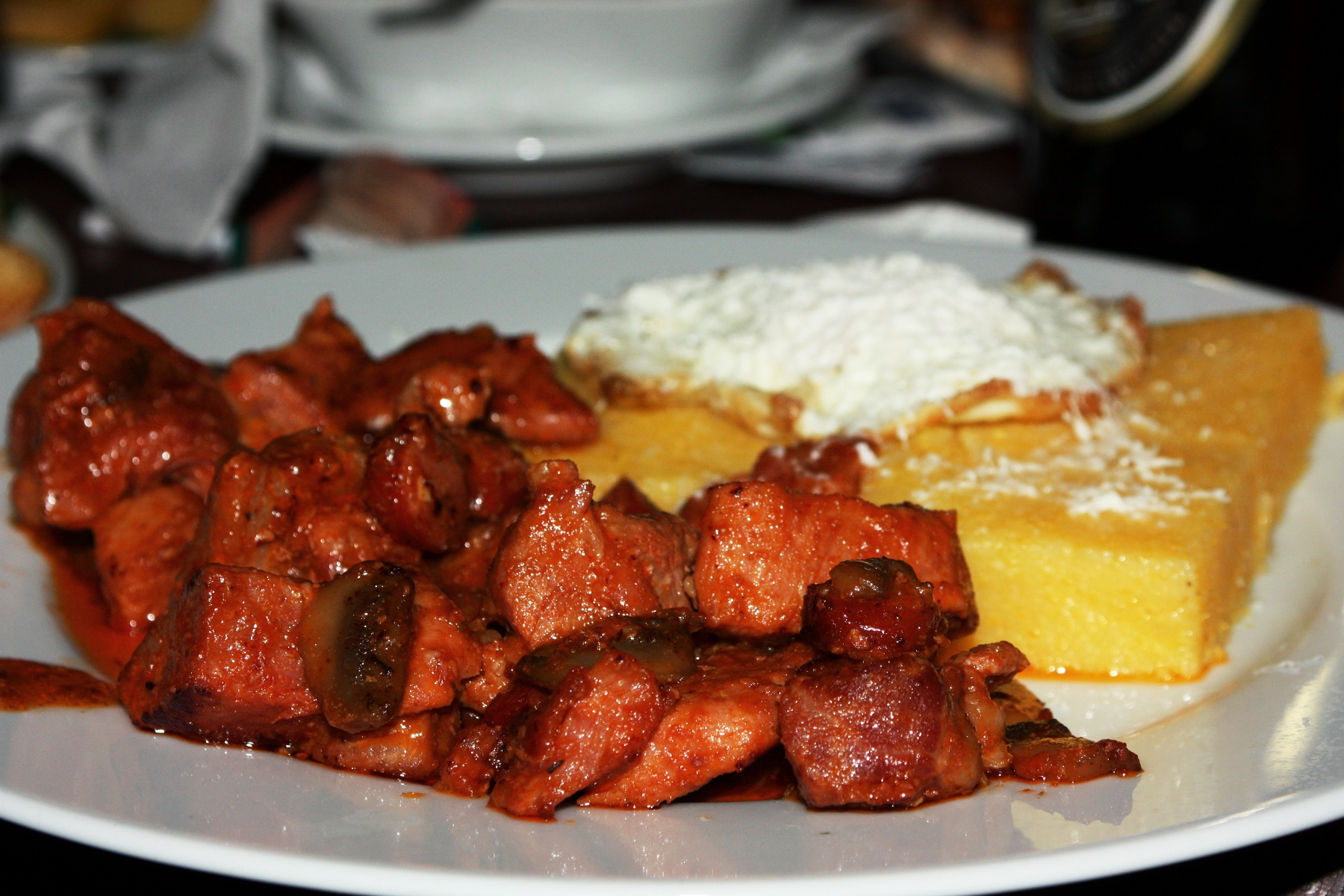
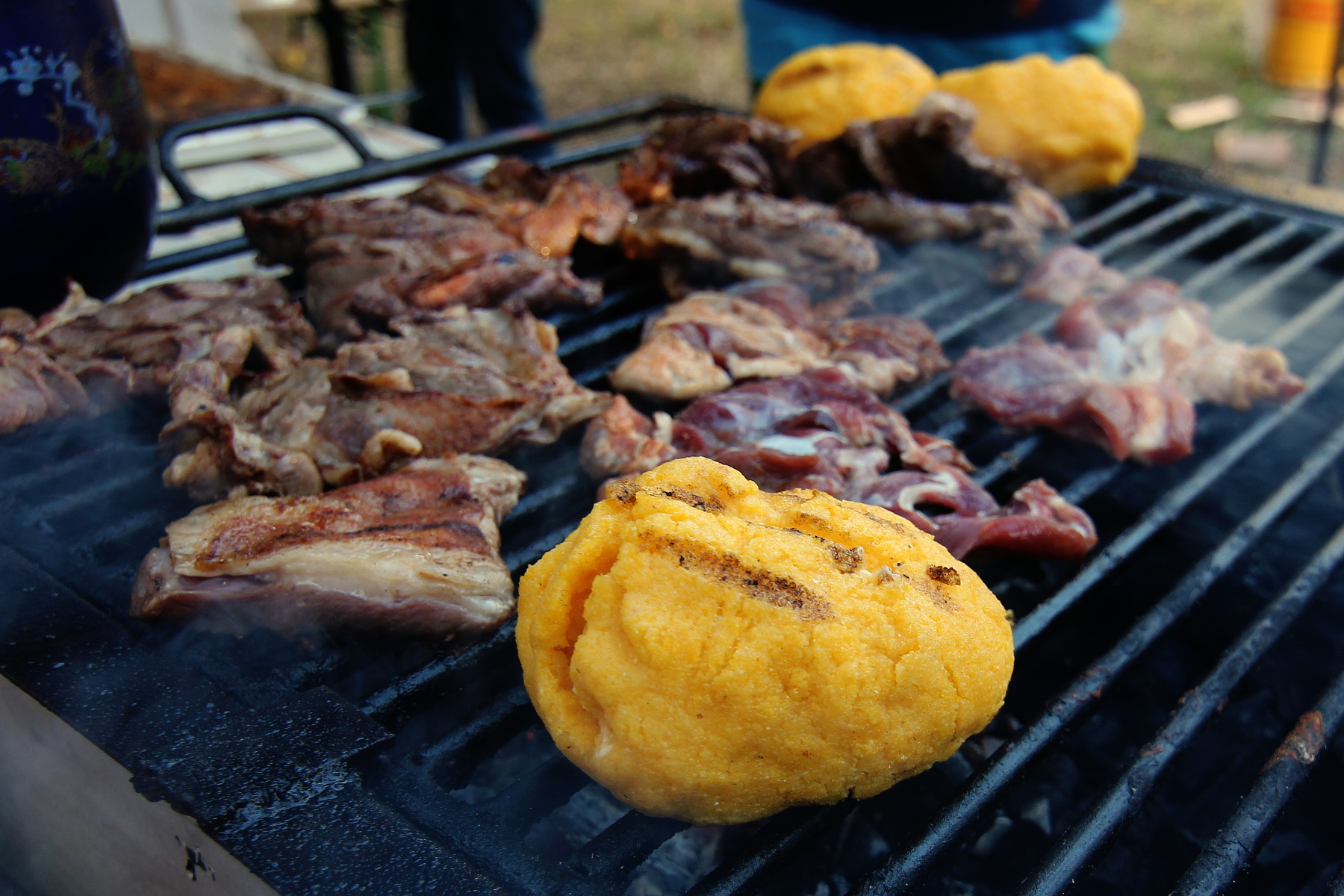
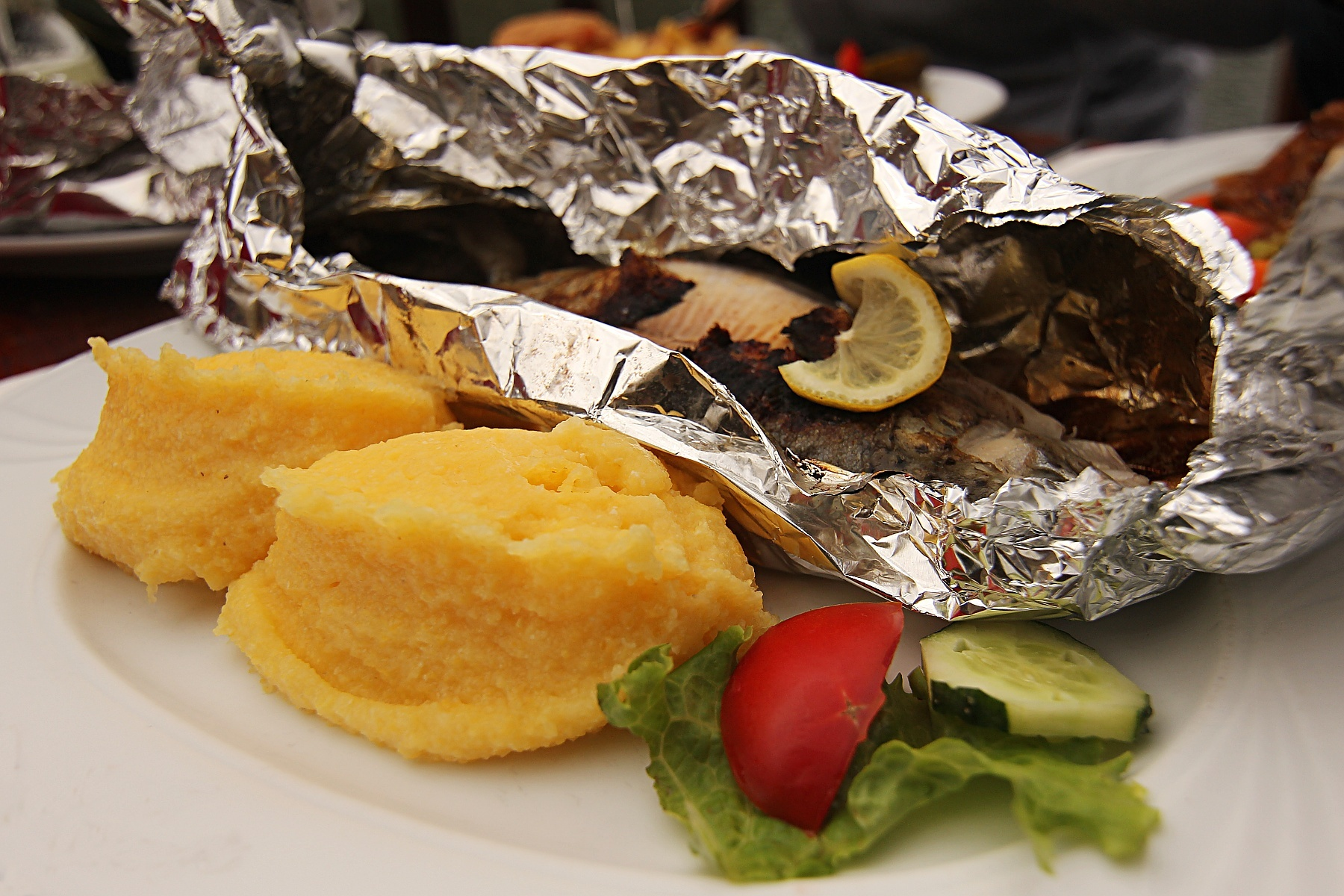
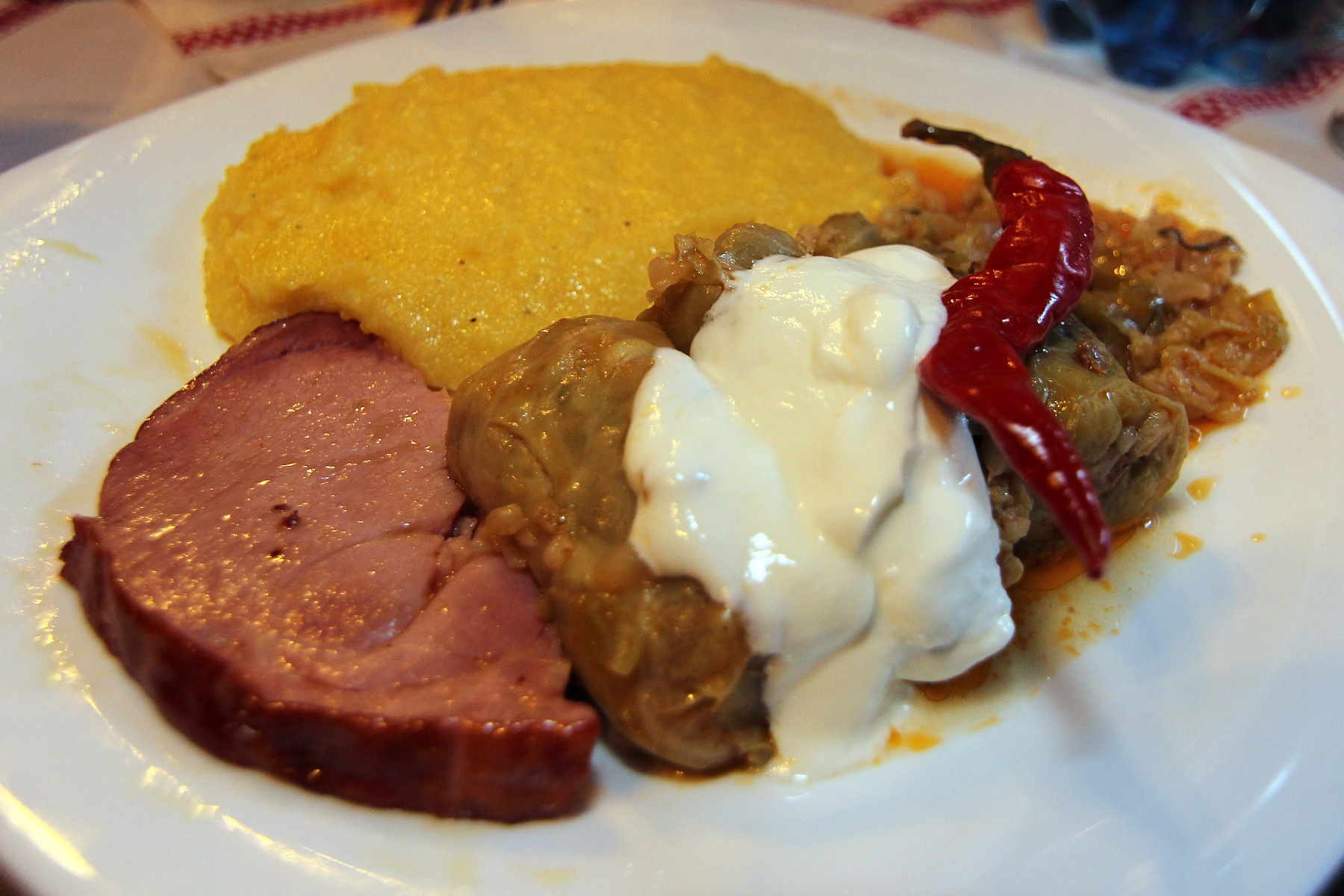
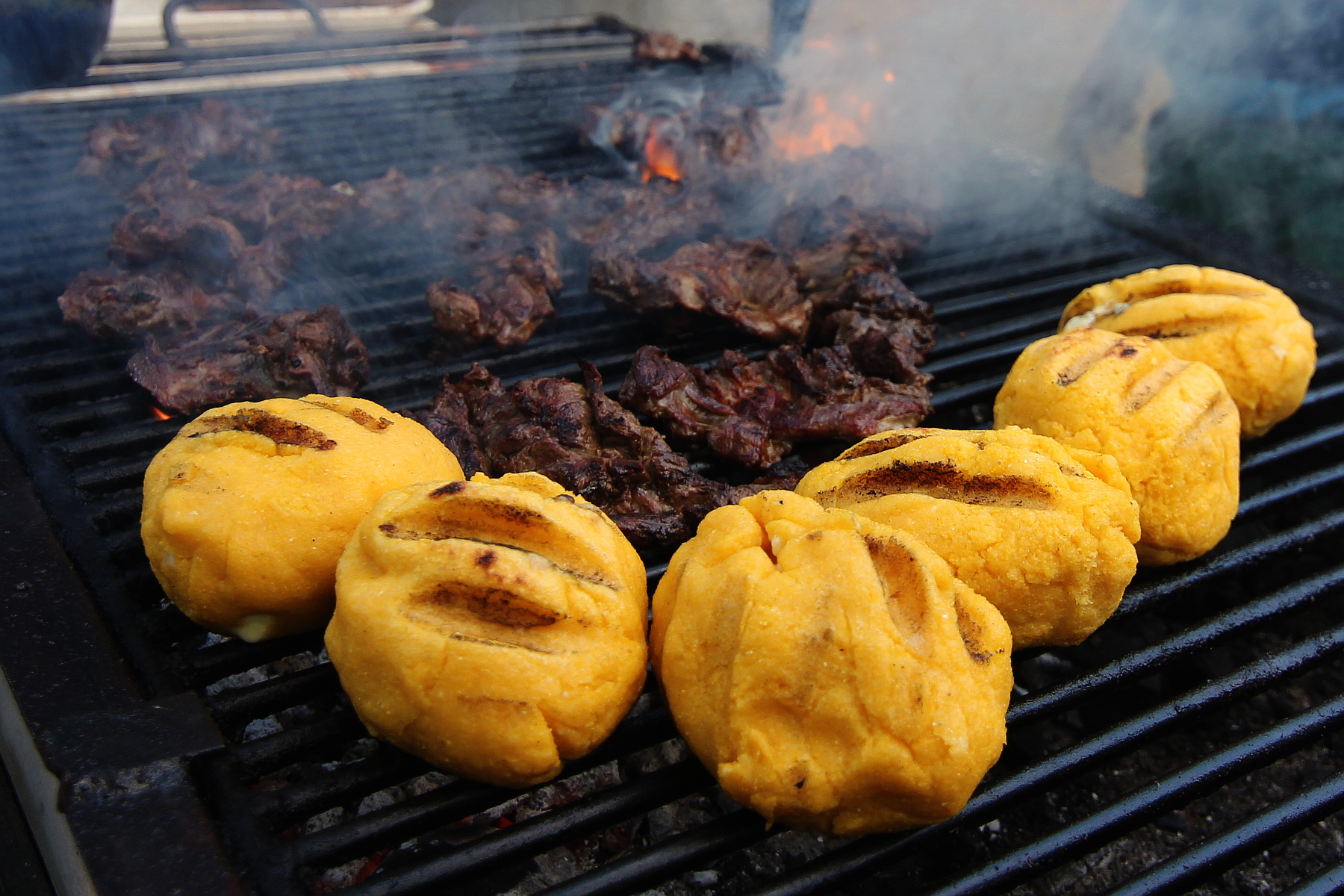
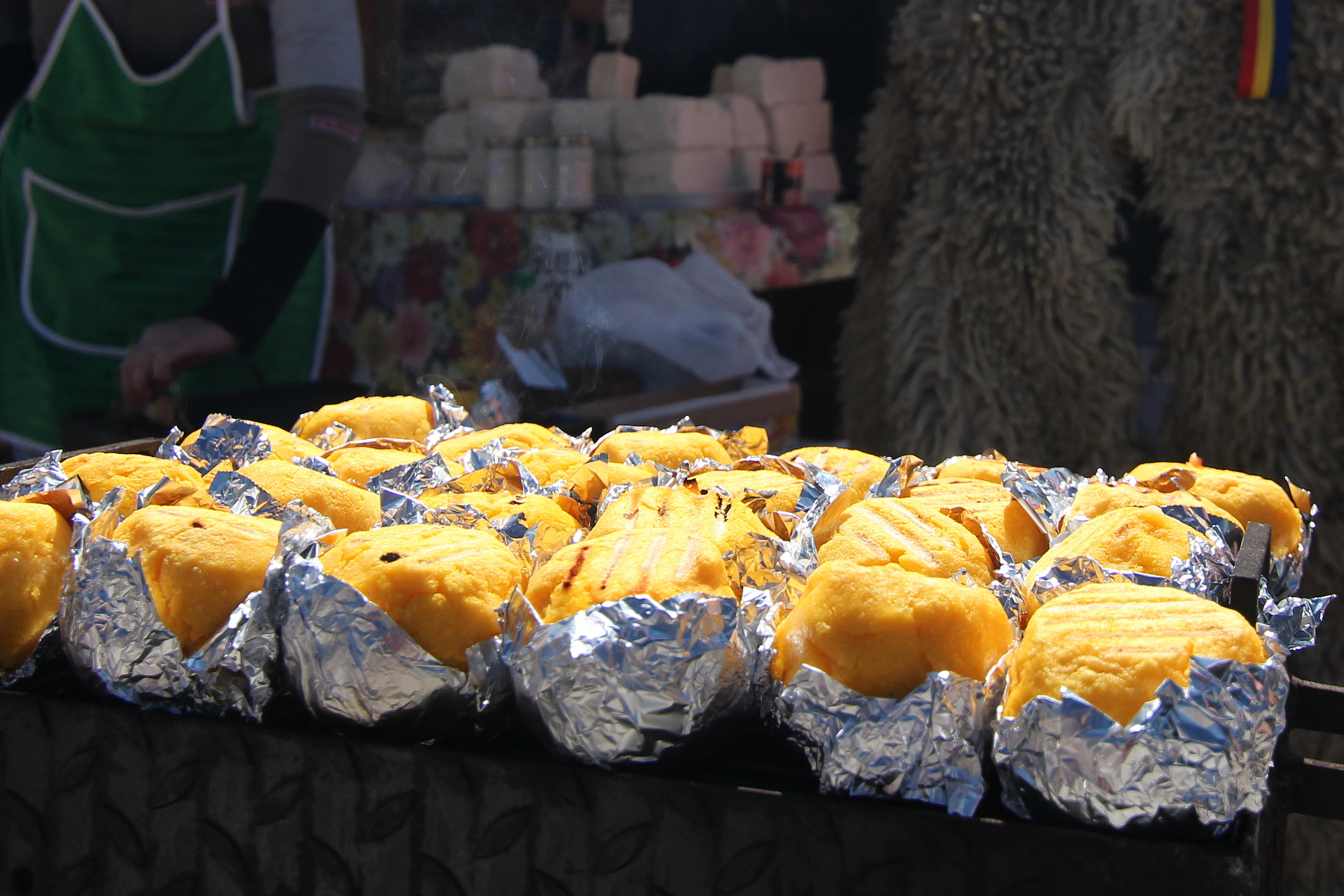
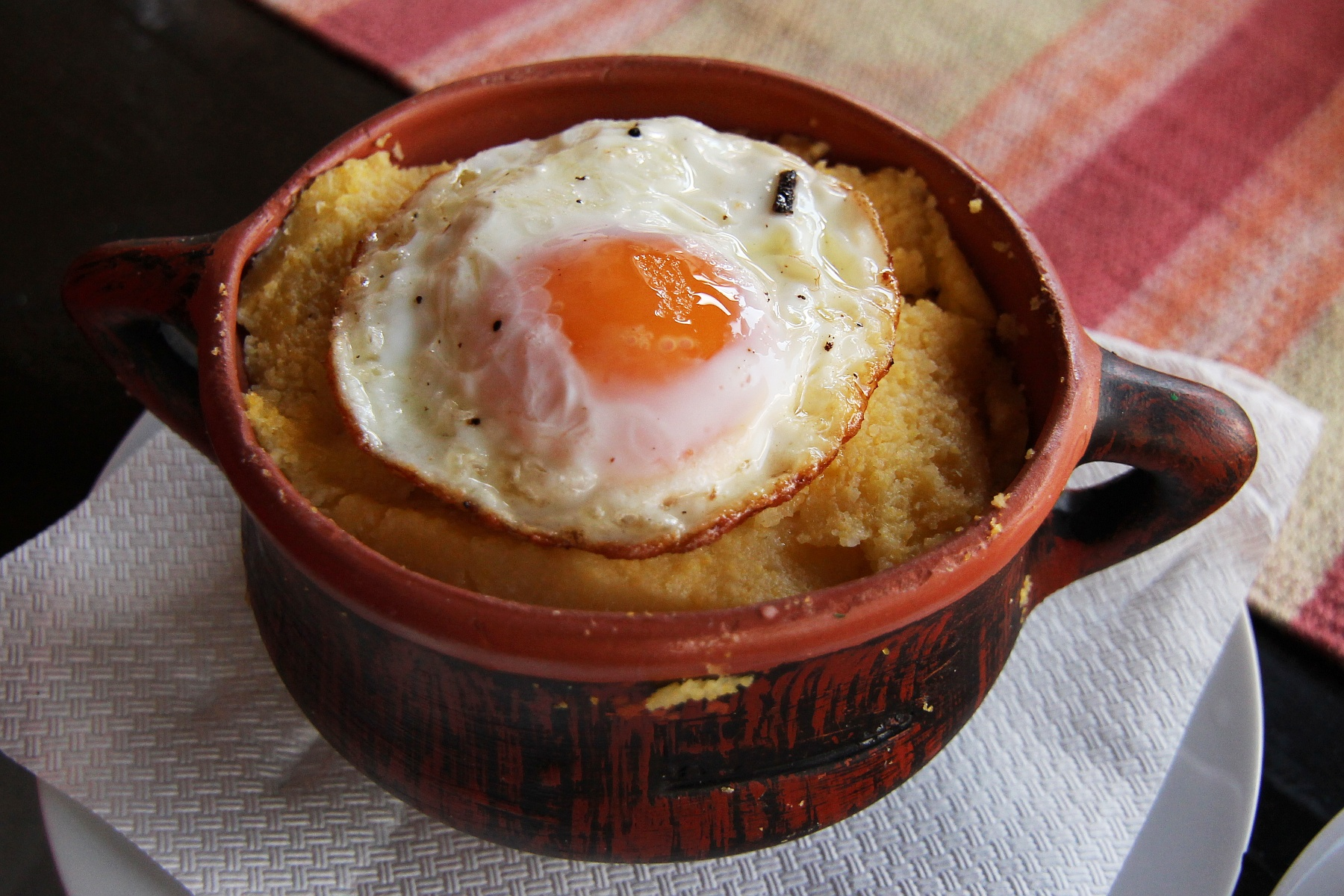
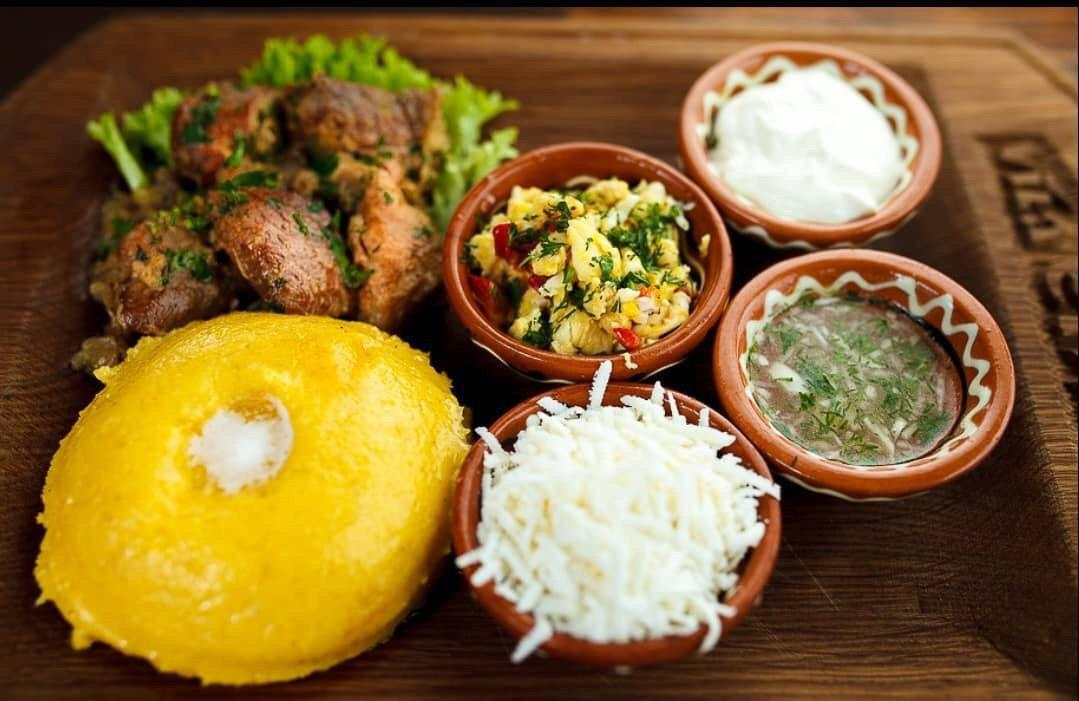